# Burgess (Missouri)
Burgess – wieś w Stanach Zjednoczonych, w stanie Missouri, w hrabstwie Barry.